# Salpost
Sierra Leone Postal Services Limited, alias Salpost est l’opérateur public responsable du service postal au Sierra Leone.

## Réglementation
La société est sous la tutelle du ministère de l’information et de la communication. Le champ du monopole postal n’est pas clairement défini au Sierra Leone.

## Activités
La société offre les services suivants : 
- courrier, avec système logiciel de suivi par Internet
- lettres, paquets et colis
- services enregistrés et assurés
- photocopie
- messagerie express
- cybercafé
- école de formation informatique